# Nifty
Nifty Corporation (ニフティ株式会社?, Nifuti Kabushiki-gaisha) è un'azienda giapponese di proprietà della Fujitsu che offre servizi legati a Internet, contenuti web e attività di cloud computing.

## Storia
La Nifty Corporation prende origine a metà degli anni ottanta da una joint venture tra la Nissho Iwai (successivamente diventata Sojitz) e la Fujitsu. Fin dapprima dell'avvento di Internet in Giappone, la società si impone come una dei maggiori fornitori di servizi informatici online tramite il servizio noto come Nifty Serve, nato da una collaborazione con la statunitense CompuServe. Nel 1996 Nifty Serve raggiunge quota due milioni di abbonati, e con la diffusione di Internet nel paese si converte alla nuova piattaforma tecnologica risultando negli anni novanta tra i primi operatori commerciali e provider della rete.
Nel 1999 la Fujitsu acquista le restanti quote dalla Nissho Iwai e decide per la fusione di Nifty Serve con InfoWeb, il provider di proprietà della società, e di commercializzarlo sotto il marchio @nifty.